# Новосёлки (Волчинский сельсовет)
Новосёлки (бел. Навасёлкі) — агрогородок в Каменецком районе Брестской области Белоруссии. Входит в состав Волчинского сельсовета.

## География
Расположен в 58 км в направлении на юго-запад от Каменца, в 51 км от Бреста, в 20 км от железнодорожной станции Высоко-Литовск.
Ближайшие населённые пункты Величковичи, Паниквы и др.

### Гидрография
Озеро Ковальчуково.

## История
В 1886 году деревня бывшая владельческая, при реке Буге, дворов 81, жителей 526.
В 1905 году в Волчинской волости Брестского уезда Гродненской губернии.
В 1940—1954 годах центр Новосёлковского сельсовета.
В 2008 году деревня Новоселки Волчинского сельсовета преобразована в агрогородок.

## Население

### Численность
- 2019 год — 476 жителей

### Динамика
- 1886 год — 526 жителей, 81 двор[4]
- 1905 год — 725 жителей[4]
- 1999 год — 606 жителей, 206 дворов (перепись населения)
- 2009 год — 526 жителей (перепись населения)[4]
- 2019 год — 476 жителей (перепись населения)

## Инфраструктура
- Пограничная застава

## Культура
- Дом культуры
- Библиотека
- Музей ГУО "Новосёлковская базовая школа Каменецкого района"

## Достопримечательность
- Братская могила советских воинов и партизан
- Храм св. апостола Марка

### Памятник, скульптура
- Памятник лейтенанту Т. Т. Рынде
- Памятник пограничникам первой заставы